# Jentkaus (princesa)
Jentkaus fue una princesa del Antiguo Egipto que vivió durante las dinastías IV y V. Se desconoce la identidad de sus padres, pero dado que ostentaba el título de hija del rey de su cuerpo, es probable que su padre fuese un rey, posiblemente el faraón Kefrén. Su hijo Micerino tenía una hija, Jentkaus I. Por lo tanto, la princesa Jentkaus posiblemente fue hija de Khafra y tía de Jentkaus I.
Jentkaus se casó con el príncipe Jufujaf II, con quien tuvo dos hijos: Khaf-Khufu y Sety-Ptah. Khentkaus fue enterrada con su esposo en la mastaba G 7150 en Guiza, donde hay una representación suya.